# Privacy International
Privacy International je nezisková organizace, založená roku 1990, jež má za cíl „být hlídacím psem (rozmachu) dozoru (nad obyvatelstvem) ze strany vlád a korporací“. Sídlí v Londýně (Velká Británie), ale má zázemí ve více než padesáti dalších zemích.

## Cíle organizace
Privacy International má za cíl:
1. Zvyšovat všeobecné povědomí o osobním soukromí a poskytovat o něm informace.
2. Pracovat na ustanovení silného zákona na ochranu soukromí na státní a mezinárodní úrovni.
3. Monitorovat povahu, efektivitu a míru prostředků k ochraně soukromí a osobních dat.
4. Vést výzkum o hrozbách narušení osobního soukromí.
5. Monitorovat a ohlašovat dozor nad obyvatelstvem ze strany bezpečnostních sil a rozvědky.
6. Pečlivě prozkoumat povahu, velikost a dosah zahraničního toku informací.
7. Angažovat se na národní a mezinárodní úrovni v obhajobě a ochraně (soukromí), jako například reprezentovat tělesa, jako jsou Spojené národy, Evropský sněm a OECD.
8. Hledat způsoby, pomocí nichž mohou být informační technologie využity pro ochranu soukromí.

## Činnost
Hlavní činnost Privacy International aktuálně zahrnuje:

### Výzkumné projekty
- cenzura Internetu
- zadržování dat komunikačními společnostmi
- protiteroristická opatření EU a Spojených států
- dozor při cestování
- zajišťování utajení
- právo na ochranu svého zdroje
- soukromí na Internetu
- auditing SWIFT
- program VISIT (USA)
- průkazy totožnosti v kontextu protiteroristických opatření

### Aféra SWIFT
V červnu 2006 přinesly NY Times a LA Times informace o tajné dohodě mezi americkou vládou a komunitou SWIFT (Society for Worldwide Interbank Financial Telecommunication) o poskytování finančních údajů zákazníků finančních ústavů pod SWIFT. Jednalo se o zákazníky více než 8000 bankovních a finančních ústavů o finančních transferech o objemu více než 2×1015 dolarů ročně. Po následných stížnostech regulačních úřadů z více než 38 zemí byl SWIFT donucen změnit své praktiky.

### Big Brother Awards
Od roku 1998 rozdává Privacy International ceny Velkého bratra (Big Brother Awards), a to jak v negativním slova smyslu: organizacím, společnostem, korporacím… porušujícím soukromí, tak v kladném slova smyslu: organizacím, které se zasadily o boj za ochranu soukromí a soukromých údajů.

### Soutěž o nejhloupější bezpečnost
V lednu 2003 odstartovala Privacy International soutěž o „nejnesmyslnější, nejplíživější a nejvypočítavější bezpečnostní iniciativu“ (anglicky Stupid Security competition). Výsledky oznámila 3. dubna téhož roku. V roce 2008 hodlá soutěž pořádat znovu.

## Index soukromí

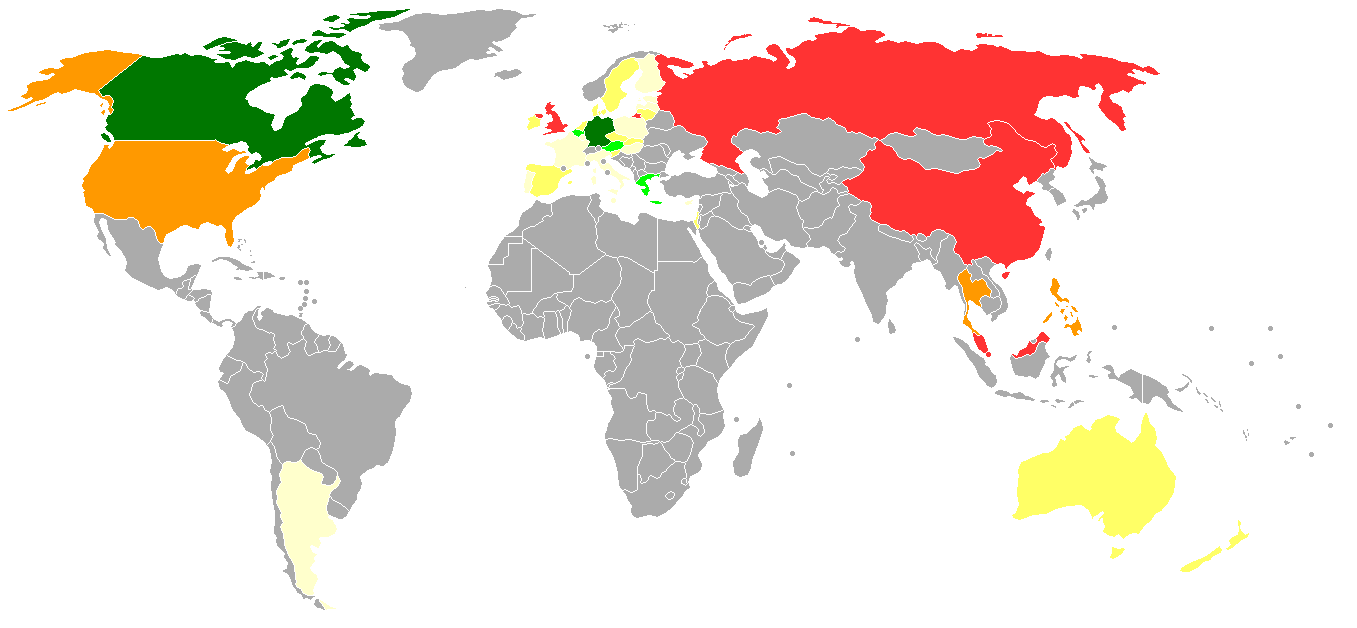
Index soukromí v roce 2006

Privacy International vyvinula tzv. Index soukromí, který je součtem několika faktorů, týkajících se dohledem nad společností, kontrolou a zneužíváním soukromých údajů jak ve státním tak v soukromém sektoru v rámci daného státu. Stanovování indexu soukromí začalo již v roce 1997 a v roce 2006 byl kompletně ohodnocen v 38 zemích. Index může nabývat hodnoty od 1,1 do 5, kde vyšší číslo znamená menší zásah do soukromí jedince.
| Pořadí | Země                   | Index |
| ------ | ---------------------- | ----- |
| 1.     | Německo                | 3.9   |
| 2.     | Kanada                 | 3.6   |
| 3.     | Belgie                 | 3.2   |
| 3.     | Rakousko               | 3.2   |
| 5.     | Řecko                  | 3.1   |
| 6.     | Argentina              | 3.0   |
| 6.     | Maďarsko               | 3.0   |
| 8.     | Francie                | 2.9   |
| 8.     | Polsko                 | 2.9   |
| 8.     | Portugalsko            | 2.9   |
| 8.     | Kypr                   | 2.9   |
| 12.    | Finsko                 | 2.7   |
| 13.    | Itálie                 | 2.6   |
| 13.    | Lucembursko            | 2.6   |
| 13.    | Lotyšsko               | 2.6   |
| 13.    | Estonsko               | 2.6   |
| 13.    | Malta                  | 2.6   |
| 18.    | Dánsko                 | 2.5   |
| 18.    | Česko                  | 2.5   |
| 18.    | Irsko                  | 2.5   |
| 18.    | Slovensko              | 2.5   |
| 18.    | Litva                  | 2.5   |
| 18.    | Nový Zéland            | 2.5   |
| 24.    | Španělsko              | 2.4   |
| 24.    | Austrálie              | 2.4   |
| 26.    | Slovinsko              | 2.3   |
| 26.    | Nizozemsko             | 2.3   |
| 28.    | Švédsko                | 2.2   |
| 28.    | Izrael                 | 2.2   |
| 30.    | Spojené státy americké | 2.0   |
| 31.    | Thajsko                | 1.9   |
| 31.    | Filipíny               | 1.9   |
| 33.    | Spojené království     | 1.5   |
| 34.    | Singapur               | 1.4   |
| 34.    | Rusko                  | 1.4   |
| 36.    | Malajsie               | 1.3   |
| 36.    | Čína                   | 1.3   |